# Dièdre (montagne)
Pour les articles homonymes, voir Dièdre.

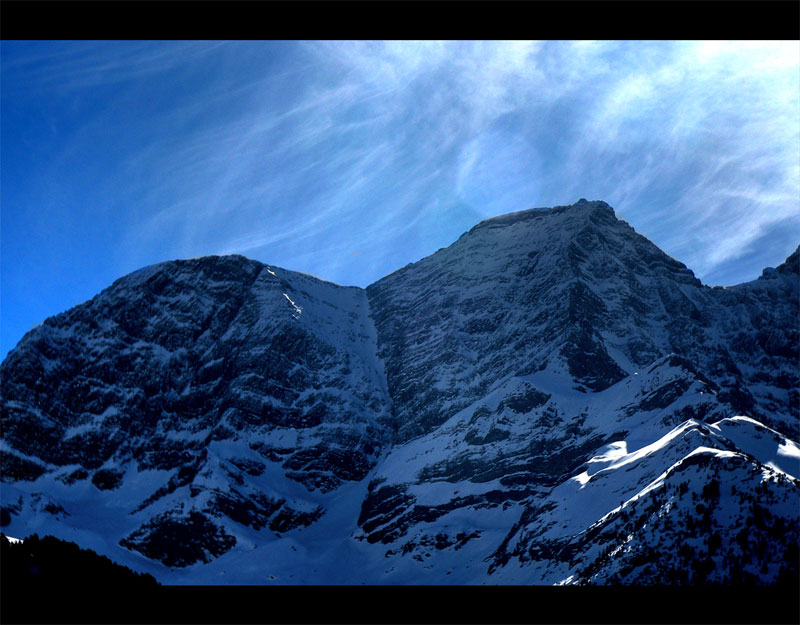
Le dièdre des Astazous

En montagne, un dièdre est constitué par deux pans de rochers approximativement plans qui se rejoignent pour former un angle rentrant, à la façon d'un livre ouvert. 

## Escalade
La ligne de rencontre, à peu près rectiligne, d'inclinaison variable, est généralement un couloir, ou une simple fissure, formant une voie d'escalade. Le dièdre est l'inverse d'une arête. Les faces peuvent être, selon la nature du rocher, soit lisses (granite), soit irrégulières, fracturées et pourvues de prises (calcaire). Ils peuvent être de toutes dimensions. Si l'angle est très fermé, on parle de couloir-dièdre ou de dièdre-cheminée. L'escalade d'un dièdre offre de nombreuses possibilités techniques, selon sa configuration : dans les techniques traditionnelles, escalade « à la Dülfer », ou « en opposition » ; « escalade glaciaire » dans le cas d'un couloir glacé, etc.

## Dièdres remarquables

### Alpes
- Le Dièdre de 90 mètres, face Ouest des Drus.
- Grand dièdre de Crolles, Dent de Crolles, Chartreuse (Isère)
- Le Dièdre Rouge, face nord du Corno-Stella.

### Pyrénées
- Le dièdre entre le Grand pic d'Astazou et le Petit Astazou, formant le couloir Swan, à Gavarnie (Hautes-Pyrénées)
- Le grand dièdre des Spijeoles

### Massif des Calanques
- Le dièdre du Renard[1] (calanque de Morgiou)